# Swietłana Czeredniczenko
Swietłana Czeredniczenko, ros. Светлана Чередниченко (ur. 2 maja 1984) – ukraińska szachista, arcymistrzyni od 2009 roku.

## Kariera szachowa
W latach 1993–2000 wielokrotnie reprezentowała Ukrainę na mistrzostwach świata i Europy juniorek w różnych kategoriach wiekowych, największy sukces odnosząc w 1994 r. w Szeged, gdzie zdobyła tytuł mistrzyni świata do 10 lat.
Normy na tytuł arcymistrzyni wypełniła w latach 2003 (dz. II m. za Igorem Švõrjovem w Ałuszcie), 2006 (podczas turnieju Cracovia 2005/06 w Krakowie) oraz 2007 (dz. I m. w Eupatorii). Jednakże na przyznanie tergo tytułu musiała czekać do 1 stycznia 2009 r., kiedy to spełniła warunek rankingowy. Wówczas też osiągnęła rzadko spotykany sukces, w czasie zaledwie jednego okresu rankingowego (3 miesiące) zyskując ponad 200 punktów. W okresie tym uczestniczyła w trzech turniejach rozegranych na Ukrainie, w jednym z nich zwyciężając (Melitopol), w drugim zajmując 3. miejsce (Melitopol), a w trzecim – dzieląc 4-5. miejsce (finał indywidualnych mistrzostw Ukrainy kobiet).
Najwyższy ranking w dotychczasowej karierze osiągnęła 1 stycznia 2009 r., z wynikiem 2367 punktów zajmowała wówczas 95. miejsce na światowej liście FIDE.